# Marcel Chaput
Marcel Chaput, né le 14 octobre 1918 à Hull, au Québec, et mort 19 janvier 1991 à Montréal, est un chimiste et militant de l'indépendance du Québec. Avec une vingtaine d'autres personnes dont André d'Allemagne et Jacques Bellemare, il est un membre fondateur du Rassemblement pour l'indépendance nationale (RIN).

## Biographie

### Famille et éducation
Marcel Chaput naît à Hull au Québec le 14 octobre 1918 de Lucia Nantel et de Narcisse Chaput, pressier chez l'Imprimeur de Sa Majesté à Ottawa. Il est le plus jeune et le seul garçon d'une famille de sept enfants. Il ne connaît pas trois de ses sœurs, décédées en bas âge. Les trois autres sont Rolande, Gabrielle et Madeleine. Il a dix ans lorsque sa sœur Rolande, 16 ans, meurt d'une septicémie.
Après des études primaires à l'école Lecomte, il entre au Collège Notre-Dame de Hull. Il est inscrit dans le corps des cadets de son collège. Un de ses professeurs, le frère Ernest, l'amène à s'intéresser aux sciences avec les Cercles des jeunes naturalistes[réf. souhaitée]. Il caresse le rêve d'être chimiste dès cette époque. En 1934, il se joint au groupe Reboul de l'Association catholique de la jeunesse canadienne-française.
En septembre 1933, il quitte son collège de Hull et s'inscrit au High School de l'Université d'Ottawa, institution qu'il abandonne au bout de deux ans pour s'inscrire, en septembre 1935, à l'École technique de Hull où l'on forme à l'époque des techniciens en chimie. Il y reste jusqu'en 1939.
Il affirme être devenu partisan de l'indépendance du Québec au sein du groupe Reboul, en se préparant à un débat public dont le sujet était le « séparatisme ». Lui et son coéquipier Jacques Boulay devaient argumenter pour le séparatisme dans une joute oratoire contre deux de leurs camarades, Roland Dompierre et Réal Denis. Son équipe perd le débat qui a lieu le 10 décembre 1937, mais les lectures qu'il fait pour se documenter sur le sujet (Séparatisme, doctrine constructive de Dostaler O'Leary, des vieux numéros du journal La Nation de Paul Bouchard, des ouvrages historiques sur les Patriotes du XIXe siècle le convainquent du mérite de l'idée en elle-même. Il considère que lui et les premiers du mouvement indépendantiste contemporain n'ont fait qu'actualiser une idée qui remonte à la conquête britannique du Canada français en 1760.

### Technicien
Il travaille à la manufacture de papier Eddy depuis mai 1939 lorsque le National Research Council (NRC) du Canada lui accorde une entrevue au mois de décembre de la même année. Il y est embauché comme aide de laboratoire de chimie, au service du docteur Richard Helmuth Fred Manske, pour un salaire de 70 $ par mois. Entretemps, il est enrôlé dans l'armée canadienne en raison de la conscription. En mai 1941, il est mobilisé au camp militaire de Saint-Jérôme. Son entraînement de fantassin est interrompu lorsque le gouvernement fédéral décide d'employer tous les techniciens à l'effort de guerre. Il retourne alors dans les laboratoires du NRC. Il entre au service des Chemical Warfare Laboratories de l'armée canadienne en janvier 1943. Lorsqu'il retourne chez lui à Hull, à la fin de la guerre, il a atteint le grade de sergent-major.

### Mariage
Le 15 septembre 1945, à l'église Notre-Dame-de-Grâce de Hull, il épouse Madeleine Dompierre, fille d'Odias Dompierre et de Marie-Méa Marquis. Le couple passe six jours en croisière de noces sur le fleuve Saint-Laurent et la rivière Saguenay. Son premier fils, Luc, naît à l'automne 1946. La famille s'agrandit plus tard de Danielle (1949), Sylvie (1952) et Jérôme (1955).

### Doctorat
En septembre 1946, il déménage à la Peterson Residence, camp d'aviation désaffecté acquis par l'Université McGill à Lachine. Les conditions de vie dans cette résidence étudiante pour les ex-militaires ne sont pas excellentes. Sa femme souffre d'une pleurésie et le médecin lui ordonne de quitter les locaux surchauffés où réside la famille Chaput. Madeleine plie donc bagage et retourne à Hull prendre du repos chez les parents de Marcel, tandis que lui loue une chambre à Montréal dans le voisinage de McGill. Durant ses années d'étude, il voyage entre Montréal et Hull toutes les fins de semaine pour retrouver sa femme et ses enfants. Il reçoit son doctorat en biochimie de l'Université McGill le 6 octobre 1952. Sa thèse doctorale porte sur le calcium et les cellules alpha du pancréas.

### Retour au NRC
À la suite de l'obtention de son diplôme universitaire, il retourne vivre à Hull et réintègre le NRC d'Ottawa. Il reprend initialement le même travail qu'il effectuait durant la guerre, puis passe au département de recherches chimiques à Shirley Bay avant d'être muté, en 1955, au Conseil de recherches pour la défense, où il effectue de la recherche opérationnelle.
En octobre 1958, il signe une étude confidentielle intitulée The Proportion of French-Canadian Soldiers in the Canadian Army. Cette étude aurait aidé le général Jean-Victor Allard à convaincre le gouvernement fédéral de constituer des unités francophones dans l'armée canadienne. Il signe une autre étude sur le même sujet en octobre 1960,.
De 1953 à 1959, parallèlement à son travail de laboratoire, il complète une maîtrise en psychologie à l'Institut de psychologie de l'Université d'Ottawa.

### Fondation du RIN
Après avoir lu des textes de Raymond Barbeau, il en conclut que l’exercice de la pleine souveraineté est essentiel à l'épanouissement du Québec . Interviewé par Jean-Marc Léger dans Le Devoir, Chaput est déterminé à entrer en contact avec cet homme, fondateur de l'Alliance laurentienne. Chaput invite Barbeau à tenir une conférence à Hull le 28 août 1959, dans une ancienne salle paroissiale de l'église Notre-Dame. Une vingtaine de personnes sont présentes. Chaput fait la rencontre d'André d'Allemagne à cette occasion. Barbeau invite Chaput à prendre la parole à la salle Saint-Stanislas de Montréal le 13 septembre 1959 dans le cadre d'une soirée organisée pour célébrer le 200e anniversaire de la Bataille des plaines d'Abraham.
À cette époque, bien que ses activités patriotiques et charitables soient nombreuses, le militantisme indépendantiste de Chaput se limite à l'écriture de lettres dans les journaux sur des sujets d'actualités. Il désire faire plus. Il rédige un mémoire à l'attention de la chancellerie de l'Ordre de Jacques Cartier (OJC), organisation secrète dont il est membre. En réponse à l'initiative de Chaput, Pierre Vigeant, éditorialiste au journal Le Devoir et grand chancelier de l'OJC, crée un comité d'étude sur la question de l'indépendance du Québec. Chaput fait partie d'un groupe de cinq commissaires qui se réunit à Montréal en décembre 1959 et en janvier 1960. À titre de secrétaire de la commission, Chaput rédige le rapport final qui conclut que les Canadiens français ont le droit à l'autodétermination et que les membres de l'Ordre devraient se sentir libres d'appuyer l'indépendance si c'était là leur conviction. La direction de l'OJC reste cependant fermée à l'idée d'indépendance. Le 17 mars 1961, il est expulsé de l'organisation secrète, après avoir insisté pour connaître l'orientation de l'Ordre en matière constitutionnelle et politique.
Le 7 mai 1960, Chaput préside une réunion qui accueille le conférencier Raymond Barbeau au théâtre Le Grenier de Hull. Il est question par la suite de former un Club Laurentie de Hull, mais après réflexion le petit groupe de partisans de l'indépendance de la région de Hull décide de garder son autonomie.
Le 10 septembre 1960, il prend part avec une vingtaine d'autres personnes à la fondation du Rassemblement pour l'indépendance nationale (RIN) qui se déroule à l'auberge Le Châtelet à Morin Heights dans les Laurentides. Il est élu vice-président.
Après avoir participé à l'organisation d'une parade pour l'indépendance dans les rues de Montréal, tenue le 11 février 1961, il donne une conférence intitulée Le Canada français à l'heure de la décision, dans le cadre d'une assemblée publique tenue au Gesù, le 4 avril 1961, en pleine demi-finale de la Coupe Stanley. Le RIN se réjouit de faire salle comble dans de telles circonstances. Pierre Bourgault prend également la parole à cette assemblée.
Le 23 mai 1961, il prend à nouveau la parole dans le cadre d'une assemblée publique organisée par le RIN, cette fois à l'Ermitage de Montréal. Sa conférence s'intitule Quand deux nationalismes s'affrontent.

### Suspension
Sa participation de plus en plus active dans les affaires publiques ne manque pas d'attirer l'attention de son employeur, le gouvernement fédéral d'Ottawa. Dans la Chambre des communes du Parlement canadien, un dénommé Douglas Fisher, député néo-démocrate de Port Arthur en Ontario, interroge le ministre de la Défense nationale Douglas Scott Harkness au sujet d'un certain docteur Chaput. Harkess est forcé d'admettre que le Marcel Chaput, conférencier prônant l'indépendance du Québec, est bien le même Marcel Chaput à l'emploi de son ministère. Le Parlement du Canada s'intéresse à nouveau à son cas lorsque quelques députés de langue française reçoivent une invitation à assister à une assemblée publique du RIN annoncée pour le 30 mai 1961 à l'école normale de Hull. Le jour en question, Chaput est convoqué dans le bureau du docteur Keyston, vice-président du Conseil de recherches pour la défense, et se voit menacé de congédiement s'il donne sa conférence. Sachant que Keyston n'a pas les pouvoirs de le congédier, il décide de donner sa conférence comme convenu.
Il prend ses trois semaines de vacances annuelles au cours de l'été et les consacre à l'écriture d'un livre. Le 18 septembre 1961, il lance l'essai politique Pourquoi je suis séparatiste au Cercle universitaire de Montréal. Le livre est publié par Jacques Hébert aux Éditions du Jour. Il est traduit en anglais quelques mois plus tard.
L'Association générale des étudiants de l'Université Laval l'invite à participer au Congrès des affaires canadiennes, événement conduit sous le patronage honorifique du gouverneur général du Canada. Plusieurs personnalités politiques donnent des allocutions dans le cadre de ce congrès, dont Jean Lesage, Davie Fulton et René Lévesque. La conférence que doit donner Chaput a lieu le vendredi 17 novembre, jour ouvrable. Il demande donc un congé sans solde pour l'occasion, mais Keyston, toujours son supérieur, refuse. Il est suspendu de son poste de chercheur pour une durée de deux semaines, sans solde, lorsqu'il prend congé malgré le refus de son employeur. Le lundi 4 décembre 1961, jour de son retour au travail après suspension, il remet sa démission.

### Président du RIN
Le 28 octobre 1961, peu avant de démissionner de son poste de chimiste, il est élu président général du RIN lors du congrès annuel de l'organisation à Montréal. Sous sa présidence, le RIN se dote d'un emblème, fonde le journal L'indépendance et constitue un comité politique qui prépare le programme adopté par les membres lors du congrès annuel d'octobre 1962.
Le 7 janvier 1962, il quitte Hull et s'installe à Montréal pour assurer la permanence du RIN. Il continue de donner des conférences à droite et à gauche, habituellement avec Bourgault. Bien qu'il ne ménage pas les attaques contre le premier ministre Jean Lesage et tous les fédéralistes à Québec comme à Ottawa, le RIN adopte, lors d'un congrès spécial les 9 et 10 juin, des résolutions en appui au gouvernement du Québec dans son projet de nationaliser les compagnies d'électricité. Lorsqu'à l'automne Jean Lesage annonce la tenue d'élections générales le 14 novembre, Chaput croit opportun de se présenter comme candidat du RIN dans la circonscription électorale de Bourget. Le 30 septembre, le RIN prend la décision unanime d'appuyer sa candidature, mais pas à titre de candidat du RIN, à titre de candidat indépendant, car la majorité des membres ne croit pas venu le temps de transformer l'organisation en parti politique.
Le samedi 20 octobre, au gymnase du Collège Mont-Saint-Louis, Guy Pouliot succède à Chaput la présidence du RIN. Ce dernier demeure toutefois directeur général et refuse l'une des deux vice-présidences qu'on lui offre.
Le 14 novembre, 3 299 électeurs de Bourget votent pour Marcel Chaput, qui improvise une campagne électorale avec 2 500$ et des dizaines de bénévoles. Il n'est pas élu député, mais juge l'expérience instructive et utile au mouvement indépendantiste.
Il propose au RIN la création d'un poste d'organisateur politique, mais le conseil central rejette sa proposition, toujours d'avis que le temps n'est pas venu de faire le saut sur la scène politique. Le 17 décembre 1962, il décide de quitter le RIN, pour dédier toutes ses énergies à la formation d'un parti politique indépendantiste.

### Fondation du PRQ
Le 17 décembre 1962, Marcel Chaput enregistre la création du Parti républicain du Québec (PRQ). Le 23 février 1963, il convoque une conférence de presse pour annoncer l'ouverture de la permanence du nouveau parti. Le PRQ se dote d'une constitution, d'un programme politique et d'un journal, Le Républicain. Il annonce la tenue du premier congrès du PRQ les 16 et 17 mars à l'hôtel Reine Élizabeth à Montréal.
Le 3 mars 1963, le RIN prend la résolution de se constituer en parti politique mais le PRQ ne se rallie pas.
Le 7 mai, Raymond Barbeau annonce en conférence de presse qu'il dissout l'Alliance laurentienne pour réunir la force de ses membres à celle du PRQ. En juin, la permanence du PRQ quitte le 2e étage de l'ancien stade de baseball de la rue de Lorimier pour le 4270, rue Papineau. Chaput démissionne finalement du poste de chef du PRQ le 24 janvier 1964 et le parti est dissous quelques jours plus tard sans avoir participé à une élection.

### Grèves de la faim
Le PRQ accumule rapidement une dette de 50 000 $ à la suite de l'achat de temps de publicité à la télévision en avril, mai et juin. Pour financer le parti, Chaput prend la décision de faire une grève de la faim. Il en fait l'annonce publique le 8 juillet 1963.
Son premier jeûne dure 33 jours, du lundi 8 juillet au samedi 10 août 1963. La caisse du PRQ s'enrichit de 100 000$. Il débute un deuxième jeûne le 18 novembre 1963. Il l'interrompt au bout de 63 jours, le 21 janvier 1964, à la prière de son entourage et de journalistes sympathisants. Le PRQ ne ramasse cependant que 20 000$ et il démissionne de son poste de chef de parti. Durant toute cette période il défraie les manchettes régulièrement et continue d'être invité à tenir des conférences sur le thème de l'indépendance du Québec.

### Recherches d'emploi
Après la dissolution du PRQ le 21 janvier 1964, Chaput consacre son temps à la recherche d'un emploi pour soutenir sa famille. Depuis sa démission comme chercheur en décembre 1961, il vit de ses propres économies et d'un pension de la fonction publique fédérale, qui est insuffisante pour subvenir aux besoins de sa famille. La tâche s'avère difficile et il exerce divers métiers de façon sporadique. Son étiquette de « séparatiste » lui ferme plusieurs portes. Deux compagnies d'assurances et une de fonds mutuels, bien qu'intéressés à lui pour sa notoriété, lui refusent un emploi car on craint, dit-on, de perdre la clientèle anglophone. À la fin du mois de mars 1964, son ami Jacques Lamarche lui suggère d'appliquer pour un poste d'enseignant auprès de la Fédération des collèges classiques. Il ne reçoit jamais de réponse. Lamarche l'invite donc à le rejoindre au journal Le Laissez Passer publié par le Conseil d'expansion économique (CEE), à l'époque présidé par Sarto Marchand et dirigé par Bernard Tessier. La direction du CEE accepte finalement sa collaboration au journal, mais sous un pseudonyme. Sous le nom de Gilles Côté, il participe à la publication de deux dossiers économiques à l'été 1964, le premier sur l'assurance en général et le deuxième sur l'assurance-vie. La direction du CEE, sous un nouveau leadership, finit par avoir vent qu'il est à l'emploi de l'organisation. Il est congédié et n'est jamais payé pour le travail qu'il a fait.
Un sympathisant du RIN, José Leroux, directeur du Collège Valéry, lui offre un poste d'enseignant de biologie et d'histoire. Il enseigne à temps partiel de septembre 1964 au printemps 1965. Il continue de chercher un emploi stable toute l'année sans succès.
Le 5 février 1965, dans un moment de découragement, il adresse une lettre publique aux médias pour plaindre le sort que la société québécoise réserve à ceux qui prônent l'indépendance. Sa lettre produit un effet. Des offres intéressantes lui viennent de l'extérieur du Québec, mais il ne désire pas s'exiler. La seule offre d'emploi sérieuse qu'il obtient en provenance du Québec lui vient du docteur Elliot, un de ses anciens professeurs de l'Université McGill, devenu entretemps directeur du département de biochimie, qui lui offre la direction d'une chaire de recherche. Il refuse l'emploi par principe, affirmant qu'il ne veut pas travailler en anglais au Québec, et aussi par pragmatisme, car il a besoin d'un horaire flexible qui lui permettra de continuer à militer pour l'indépendance dans ses temps libres.
En 1966, sa femme intègre le marché du travail tandis qu'il entreprend des études en naturopathie. Ce n'est finalement qu'en 1968 qu'il trouve un emploi permanent en s'associant avec Eugène Caraghiaur pour fonder Pétro-Montréal, une entreprise de livraison de mazout. Il est actionnaire, dirigeant et vendeur pour cette compagnie jusqu'à sa retraite en 1983.
Dans le courant de l'année 1965, il publie J'ai choisi de me battre : petite histoire très personnelle du séparatisme québécois, de Maurice Duplessis à Claude Wagner, un livre de 160 pages, au Club du livre du Québec, à Montréal.

### Retour au RIN
Il revient au RIN en août 1965, à l'invitation de Pierre Bourgault, qui est à l'époque président de la formation politique. Le RIN le présente comme candidat dans la circonscription de Papineau lors de élection générale de 1966. Il arrive troisième derrière Roland Théorêt de l'Union nationale et Bernard Desrosiers du Parti libéral, avec 2 504 votes (10,32 %).
Il milite avec le parti jusqu'à sa dissolution en octobre 1968.

### Parti québécois
En octobre 1968, deux semaines après le congrès de fondation du Parti québécois (PQ), les membres du RIN se rassemblent et votent la dissolution de leur parti. Les rinistes deviennent pour la plupart membres en règle du PQ. C'est ce que choisit de faire Marcel Chaput.
Il tient une chronique éditoriale hebdomadaire dans Le Journal de Montréal de 1968 à 1970.
Le 11 décembre 1969, il est arrêté par la police de Montréal lors de la « manif anti-manif » organisée par le poète Gaston Miron pour dénoncer le Règlement 3926, un règlement municipal interdisant les manifestations publiques dans les rues. Avec plusieurs autres, il est arrêté et emprisonné. Le règlement en question, contesté devant les tribunaux, est déclaré inconstitutionnel par la Cour supérieure du Québec, avant d'être finalement déclaré constitutionnel, des années plus tard, par la Cour suprême du Canada.
Au printemps 1970, il se porte candidat à l'investiture pour le PQ dans la circonscription de Maisonneuve. C'est cependant Robert Burns qui remporte l'investiture et qui est élu lors des élections du 29 avril.
Il tient une chronique politique intitulée « La comédie canadienne », dans l'hebdomadaire Point de mire, dans le courant de l'année 1971.
Il se porte à nouveau candidat à l'investiture pour le PQ dans la circonscription de Terrebonne en 1973, mais c'est Guy Mercier qui l'emporte, qui sera défait au scrutin du 29 octobre.
En 1975, lui et sa femme Madeleine reçoivent le premier Prix Patriote de l’année remis par la Société Saint-Jean-Baptiste de Montréal.
Il est directeur du magazine Ici Québec en 1977.

### Naturopathie
De 1968 à 1970, à la suite de l'obtention d'un doctorat en naturopathie de l'Institut de naturopathie du Québec, il est associé à la Clinique naturiste de Montréal, à titre de consultant. Au cours de cette période, il publie L'école de la santé et, en collaboration avec le chimiste Tony Le Sauteur, Dossier pollution. Il est aussi rédacteur du journal La Santé, qui fait dans l'éducation populaire.

### Décès
Il souffre de Parkinson à la fin de sa vie. Il décède à l'Hôpital Jean-Talon de Montréal le 19 janvier 1991. Ses funérailles ont lieu à l'église Notre-Dame-du-Rosaire dans le quartier Villeray. André d'Allemagne prononce une oraison funèbre à sa mémoire le jour de ses obsèques. Il est inhumé au cimetière Notre-Dame de Hull le 25 janvier 1991. Le 31 mars 1995, la Ville de Hull nomme officiellement une rue Marcel-Chaput, en son honneur.http://www.gatineau.ca/servicesenligne/BanqueNom/NomDetail.aspx?NoDossier=1060
Son épouse, Madeleine (née Dompierre) lui survit jusqu'au 2 décembre 2010. Elle résidait alors au Château Vincent d'Indy à Outremont (Montréal). Ses quatre enfants lui survivent, de même que trois petits-enfants et quatre arrière-petits-enfants. « Elle a consacré une vingtaine d'années à l'éducation de ses enfants, après quoi elle a fait une longue carrière dans une société pharmaceutique, principalement au service de la publicité », indique aussi la notice de décès, tout en rappelant fièrement qu'elle « a milité pour l'indépendance du Québec aux côtés de son mari et a reçu avec lui en 1975, de la Société Saint-Jean-Baptiste, le titre de Patriote de l'année. »
Le fonds d'archives de Marcel Chaput est conservé au centre d'archives de Montréal de Bibliothèque et Archives nationales du Québec.

## Publications
Essais
- Pourquoi je suis séparatiste (1961)
- J'ai choisi de me battre: petite histoire très personnelle du séparatisme québécois de Maurice Duplessis à Claude Wagner (1965)
- L'école de la santé (1969)
- Dossier pollution (1971) avec Tony LeSauteur
- Les citations de René Lévesque (1977) avec Jean Côté
- Référendum de René Lévesque (1979) avec Jean Côté

Périodiques
- L'indépendance (1962-1968)
- Le Républicain (1963)
- Ici Québec (1977-1978)

Articles
- « La révolution en marche », dans L'Homme nouveau (1964)
- « Les indépendantistes doivent-ils quelque chose à Duplessis? », dans Ici Québec (1977)
- « Par son génie musical, cet enfant devrait étonner le monde », dans Ici Québec (1978)
- « Référendum. Dossier spécial », dans Ici Québec (1978)

Autre
- Manifeste du Parti républicain du Québec (1963)
- Mémoire présenté à titre personnel par Marcel Chaput au Comité parlementaire de la constitution (1964)

## Distinctions
- 1975 - Prix Patriote de l’année de la Société Saint-Jean-Baptiste de Montréal
- 1983 - Médaille de bronze du Mouvement national des Québécoises et Québécois décerné par la SNQ de l'Outaouais
- 1995 - Une rue de l'ancienne ville de Hull (aujourd'hui Gatineau) est baptisée en son honneur